# Sam Freed
Pour les articles homonymes, voir Freed.
Sam Freed est un acteur américain né le 29 août 1948 à York, Pennsylvanie (États-Unis).

## Filmographie
- 1978 : Lady of the House (TV) : John David
- 1978 : My Husband Is Missing (TV) : Paul Eaton
- 1986 : Seule contre la drogue (Courage) (TV) : Dan Calletti
- 1988 : Call Me : Alex
- 1992 : New York, police judiciaire (saison 2, épisode 14) : Kent Meeker
- 1993 : Jack l'ours (Jack the Bear) : Mr. Morris
- 1993 : Coneheads de Steve Barron : Master of Ceremonies
- 1996 : La Peau sur les os (Thinner) : Dr. Mike Houston
- 1997 : My Divorce : The ex
- 1999 : New York, police judiciaire (saison 9, épisode 16) : Bill Rudnick
- 2000 : New York, unité spéciale (saison 1, épisode 14) : le détective privé
- 2000 : 101 Ways (The Things a Girl Will Do to Keep Her Volvo) : Officer Wright
- 2001 : New York, section criminelle (saison 1, épisode 2) : William Blunt
- 2004 : Peoples : Mr. Anderson
- 2005 : Brooklyn Lobster : James Miller
- 2006 : New York, police judiciaire (saison 16, épisode 20) : Tom Baker